# Cristo despidiéndose de su madre

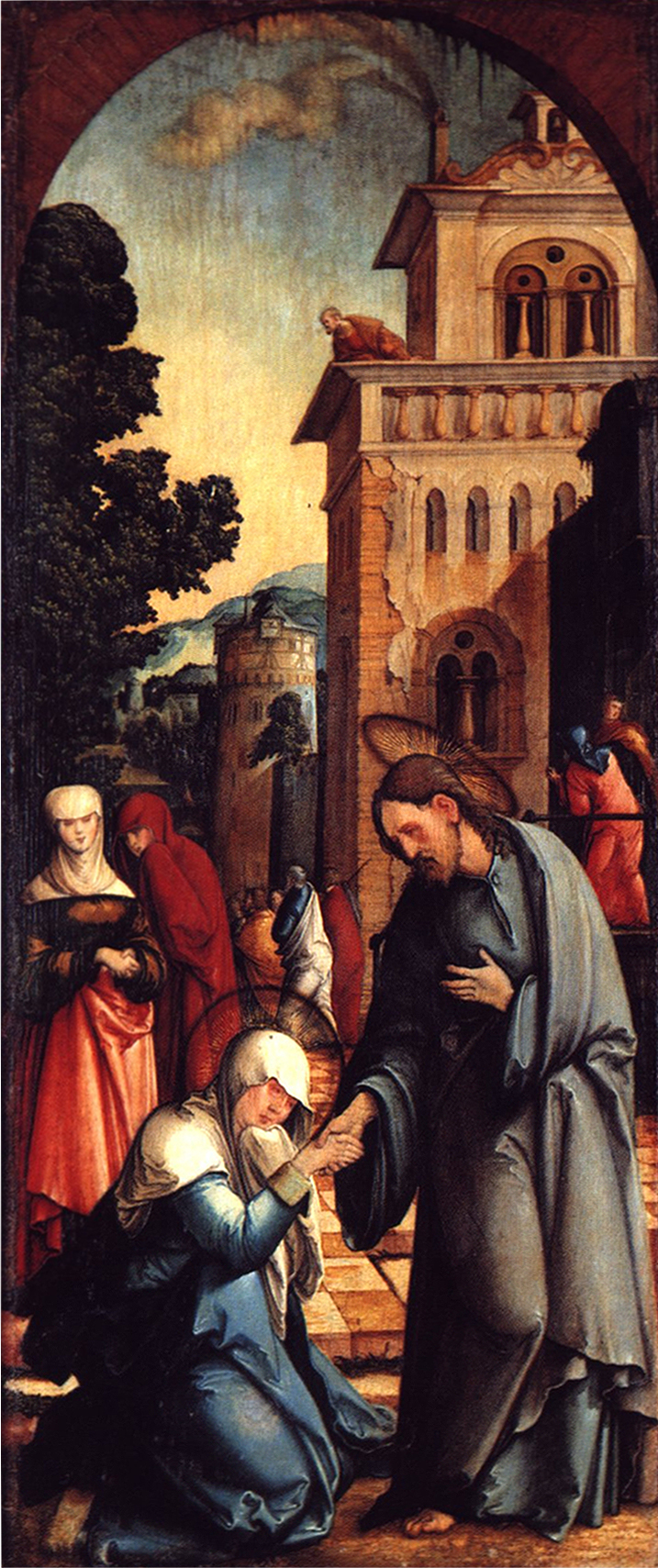
Retablo Wildensteiner, del llamado Maestro de Meßkirch, anónimo alemán, 1536.

Cristo despidiéndose de su Madre es la denominación de un tema relativamente poco frecuente dentro del arte cristiano. No representa ningún episodio narrado en los Evangelios, sino que deriva de la tratadística medieval: las Meditaciones sobre la vida de Cristo del Pseudo-Buenaventura (1308) y el Marienleben de Felipe el Cartujo (ca. 1330).
Se representa la escena de la separación de Cristo y su Madre, la Virgen María, en el momento previo a la la Pasión, antes de partir hacia Jerusalén, donde entrará el Domingo de Ramos.
El lugar en que la escena tiene lugar ha de ser la casa de María en Nazaret (o quizá en Betania).
El conocimiento que ambos tienen de la próxima muerte de Cristo (el presagio de la pasión es un motivo mucho más presente en distintas escenas del arte mariano) convierte este encuentro en una última despedida, al menos antes del suplicio y muerte de Cristo (puesto que la Virgen vuelve a tener presencia en las representaciones del vía crucis y la crucifixión).
Los artistas han resaltado los elementos patéticos del episodio, representando a la Virgen en desmayo, sostenida por María Magdalena y Juan Evangelista, y a Cristo doliente pero resignado, inclinado ante su madre. También pueden aparecer otros apóstoles, como Pedro.
No debe confundirse la escena con las apariciones de Cristo a su madre y otras mujeres después de su resurrección (Tres Marías, Santo Encuentro, etc.)

## Obras

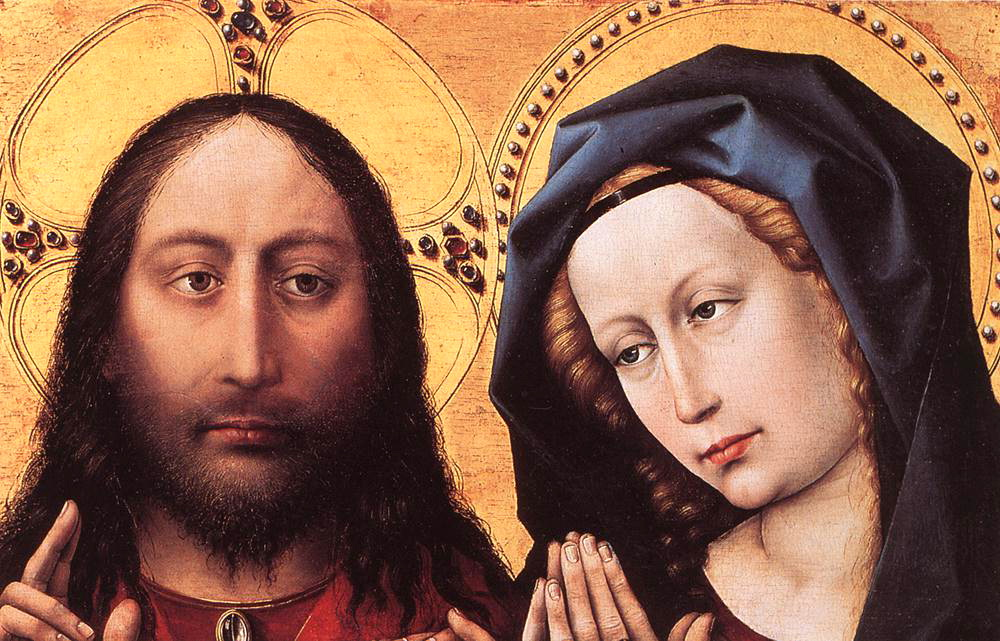
Roberto Campin, ca. 1424.

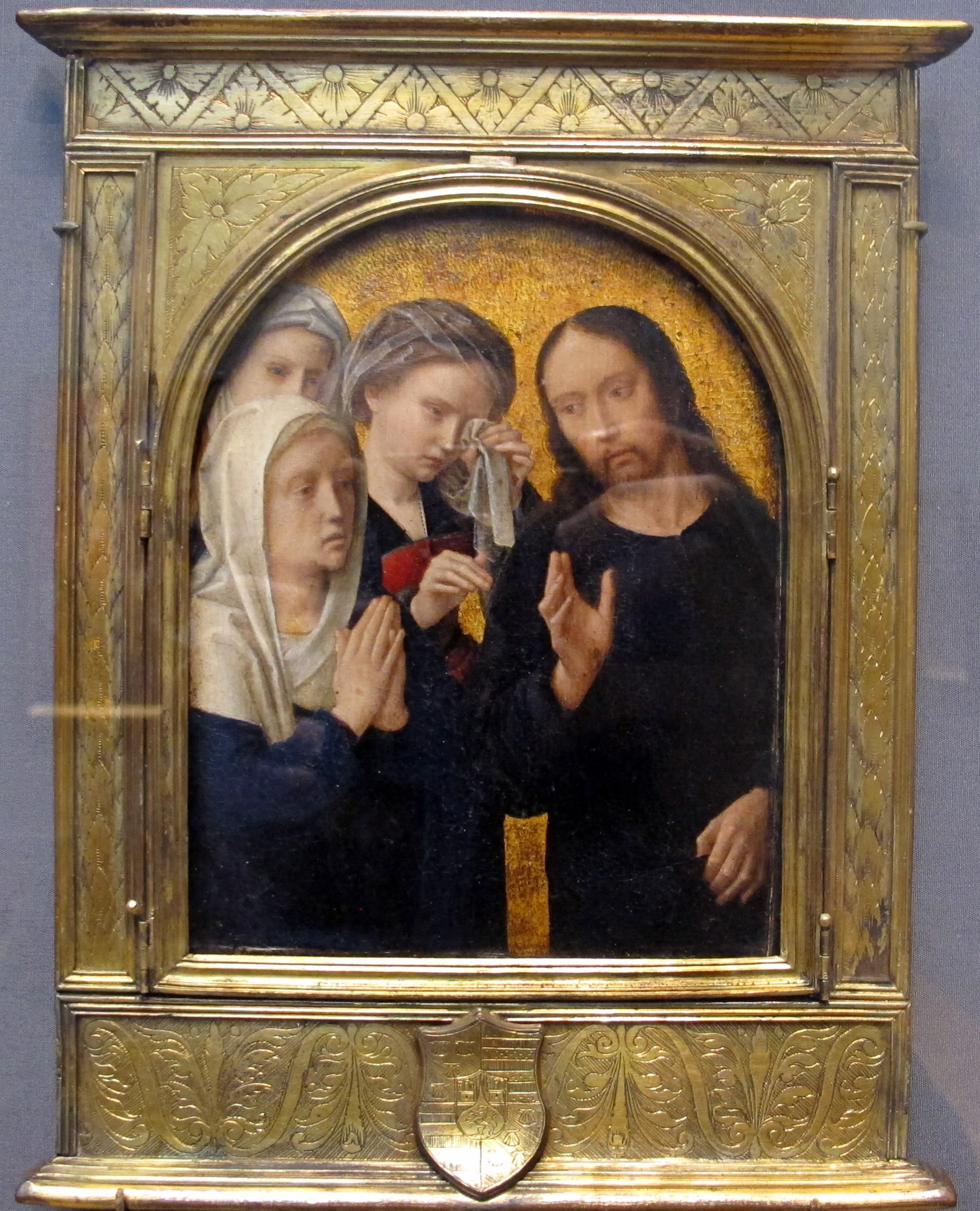
Gerard David, Metropolitan Museum of Art, Nueva York.

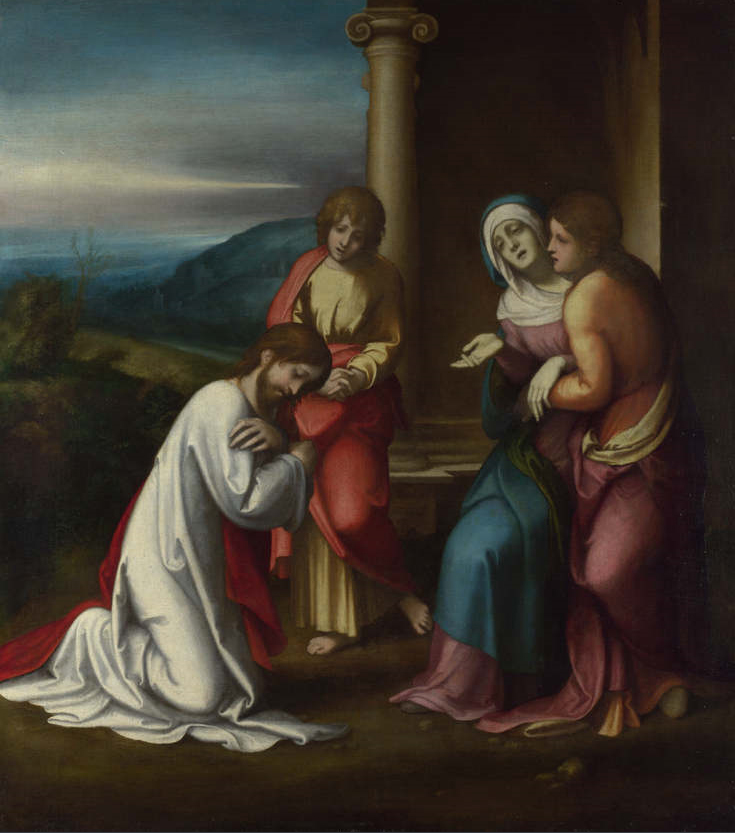
Correggio, 1517-1518.

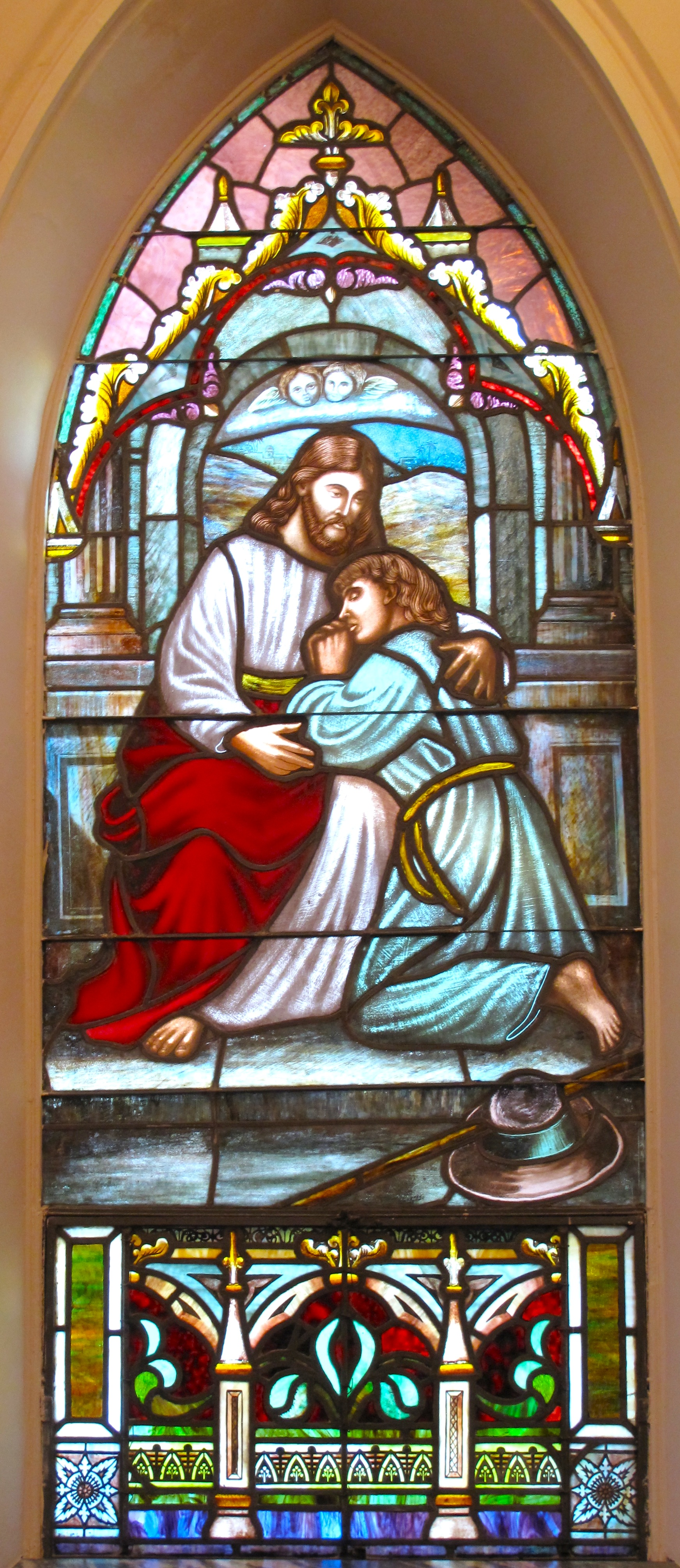
Vidriera producida por Quaker City Glass Company, 1912, para la iglesia luterana evangélica alemana de San Mateo en Charleston.

La obra de Roberto Campin Cristo bendiciendo ante la Virgen en oración (comienzos del siglo XV) puede considerarse la primera representación pictórica de la escena (aunque comparte iconografía con otras tipologías del "Cristo bendiciente", como el Salvator Mundi, más común). También hay varias versiones de Gerard David (finales del siglo XV). El tema es más tratado a comienzos del siglo XVI, tanto por las escuelas italianas como por las alemanas.
- Alberto Durero, en las series de grabados Vida de la Virgen, ca. 1505 y La Pasión, 1509.
- Lucas de Leyden.
- Maestro del retablo de Schwabach,[3] 1506, Compton Verney House.[4]
- Correggio, Congedo di Cristo dalla Madre, 1517-1518, óleo sobre lienzo, 87 x 77 cm, National Gallery, Londres.
- Defendente Ferrari, Congedo di Cristo dalla Madre, 1520, Fondazione Longhi, Florencia.
- Bernhard Strigel, ca. 1520, óleo sobre tabla, 86,5 x 71,5 cm, Gemäldegalerie, Berlín.
- Lorenzo Lotto, Commiato di Cristo dalla Madre, 1521, óleo sobre lienzo, 126 x 99 cm, Gemäldegalerie, Berlín.
- Maestro de Meßkirch, 1536.
- Giovanni Lanfranco.
- Albrecht Altdorfer, ca. 1520.
- Wolf Huber, ca. 1520.
- Lucas Cranach el Viejo, ca. 1520.
- Paris Bordone, ca. 1530.
- Michele da Verona

A mediados del siglo XVI el tema se va haciendo menos frecuente, solo encontrándose una obra de la escuela de Veronés conservada en el Palazzo Pitti, Florencia. A finales de siglo hay una obra de El Greco.